# Бартошевич, Юлиан
Юлиан Бартошевич (пол. Julian Bartoszewicz; 17 января 1821, Бяла-Подляска, Царство Польское, Российская империя — 5 ноября 1870, Варшава, Царство Польское, Российская империя) — польский историк литературы и педагог.

## Биография
С 1839 года являлся стипендиатом Царства Польского, обучаясь на 1-м отделении философского факультета Санкт-Петербургского университета. После его окончания в 1842 году со степенью действительного студента, по 1863 год работал учителем гимназий. Сперва в Варшаве (где одновременно занимал должность главного библиотекаря Публичной Варшавской библиотеки), а в 1847 году был переведён учительствовать в провинцию. Причиной этого послужила напечатанная в «Библиотеке Варшавы» статья о Елене Ивановне, дочери Ивана III, жене польского короля Александра Ягеллончика. Цензурой статья была признана отрицательно затрагивающей русские национальные интересы, весь тираж «Библиотеки Варшавы» был конфискован и уничтожен.
С 1863 назначен куратором Главной польской библиотеки. Сотрудничал с нелегальным изданием «Dzwon Duchowy» (1863).
В 1863—1866 — преподаватель истории Польши в мужской гимназии Варшавы. Среди его учеников был будущий писатель Генрик Сенкевич.
В начале 1868 году был уволен с государственной службы на пенсию. Умер в Варшаве 5 ноября 1870 года. Похоронен на кладбище Старые Повонзки.
Его сын Казимир (1852—1930) также стал литератором; он оставил после себя некоторые труды по истории литературы и издал все сочинения своего отца.

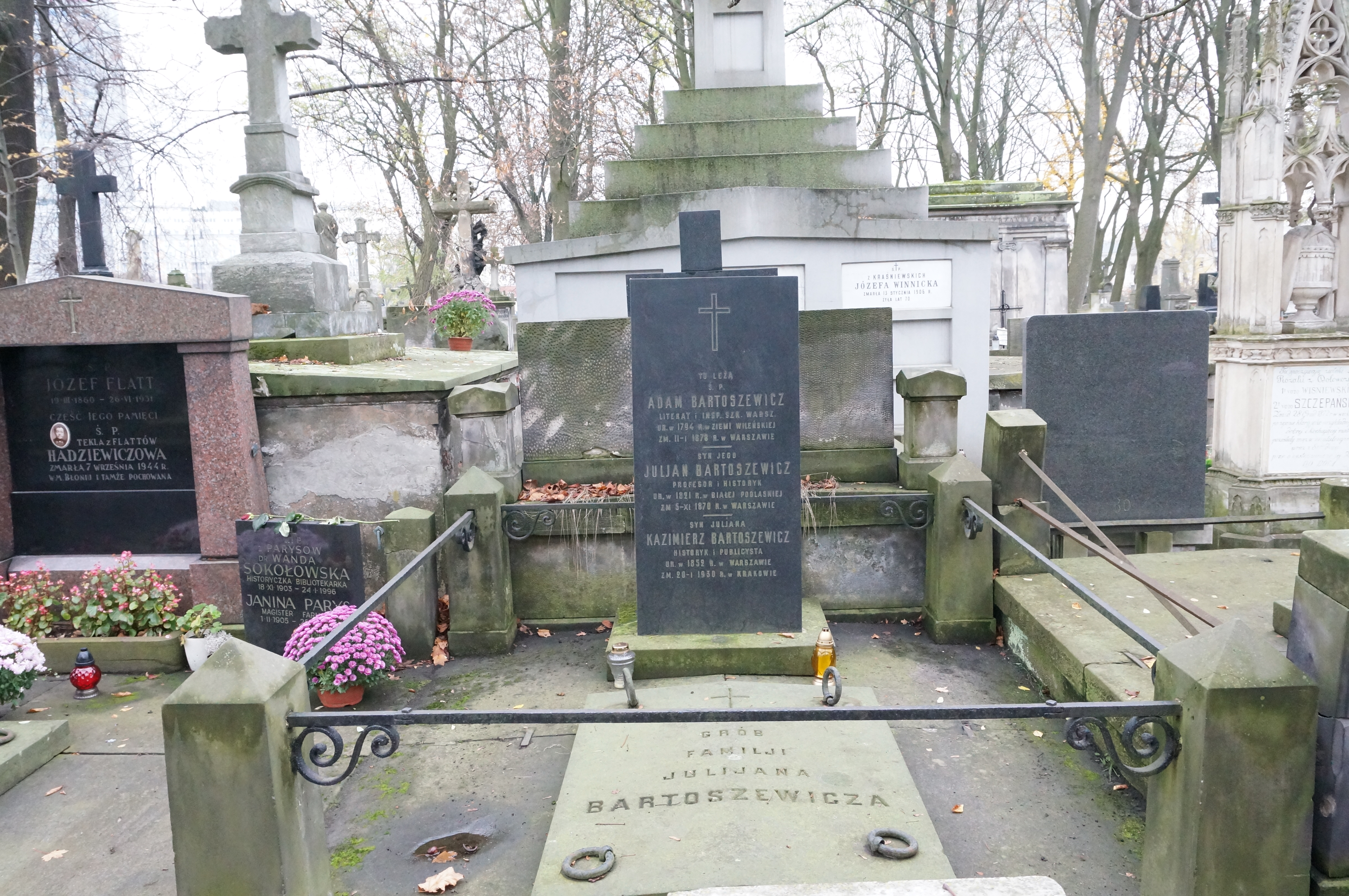
Могила на кладбище Старые Повонзки

## Научная деятельность
Бартошевич считал, что главным заданием историка является сбор исторических данных, что он и делал всю свою жизнь.
На основе собранных им исторических источников, опубликовал во «Всеобщей энциклопедии» С. Оргельбранда 1291 статью.
Занимался исследованием польского средневековья, позже историей XVIII века. Помещал свои научные статьи и публикации в: «Библиотеке Варшавы», «Niezabudce», «Księdze Świata», «Przeglądzie Naukowym» и «Tygodniku Ilustrowanym».

## Избранные работы
- Arcybiskupi gnieźnieńscy i prymasi, 1858—1865;
- Hetmani polni koronni i Wielkiego Księstwa Litewskiego, 1860—1865;
- Kościoły warszawskie rzymskokatolickie opisane pod względem historycznym, 1855;
- Królewicze biskupi. Żywoty czterech kapłanów, 1851;
- Nowa epoka literatury historycznej polskiej;
- O pomysłach historycznych Augusta Bielowskiego,1852;
- Panowie niemieccy na dworze Stanisława Augusta. Wizerunki osób historycznych, 1852;
- Poglądy na stosunki Polski z Turcją i Tatarami,1860;
- Zamek Bialski (dzieje miasteczka, obrazy z życia magnatów,Akademia Bialska);
- Znakomici mężowie polscy w wieku XVIII. Wizerunki historyczne, t. 1-3, 1856;
- Pamiętniki Krzysztofa Zawiszy, Wojewody Mińskiego, 1862
- Nowa epoka literatury historycznej polskiej и др.

Большая часть его работ посвящена биографическим исследованиям.